# Mike Judge
Michael Craig Judge, ismertebb nevén Mike Judge (Guayaquil, Ecuador, 1962. október 17.) amerikai színész, szinkronszínész, animátor, író, producer, rendező és zenész. Legismertebb munkái a Beavis és Butt-head és annak filmje, a Beavis és Butt-head lenyomja Amerikát, a Texas királyai, a The Goode Family, a Hivatali patkányok című 1999-es vígjáték, illetve az Idiocracy című 2006-os film. További munkái még a Szilícium-völgy című televíziós sorozat, illetve legújabb műsora, a Mike Judge Presents: Tales from the Tour Bus, amelyet 2017 óta készít.

## Élete
Michael Craig Judge néven született 1967. október 12.-én az ecuadori Guayaquilban. Szülei Margaret Yvonne könyvtáros és William James Judge archeológus voltak. Három gyerekük közül ő volt a középső. Hét éves korától kezdve Albuquerque-ben nevelkedett, ahol kis ideig egy csirkefarmon dolgozott. Albuquerque-ben járt középiskolába, 1985-ben érettségizett fizikából a kaliforniai egyetemen. Azonban viszonylag hamar elvesztette az érdeklődését a tudomány iránt. 1987-ben a Szilícium-völgybe költözött, hogy a Parallax Graphics nevű videokártya startupnál vállaljon munkát. Mivel nem szerette a munkáját, kevesebb mint három hónap múlva kilépett, és egy turnézó bluesegyüttes basszusgitárosa lett. Két évig Anson Funderburgh zenekarának a tagja is volt, miközben a texasi egyetemen vett matematika leckéket. 1989-ben vett magának egy kamerát, és animációs rövidfilmeket kezdett készíteni. 1991-es "Office Space" című rövidfilmjét megszerezte a Comedy Central, ezzel már egy dallasi animációs fesztiválra is kijutott. 1990-ben Doyle Bramhallal basszusgitározott.
1992-ben készítette a "Frog Baseball" rövidfilmet, melyből kialakult a Beavis és Butt-head. Itt Judge szinkronizálta a címadó főszereplőket, illetve számos mellékszereplőt is megszólaltatott, továbbá az epizódok többségét is ő írta, rendezte. A műsor mára kultikus státuszba emelkedett, pozitív és negatív kritikákat egyaránt kapott a humor és a társadalomkritika miatt.
Maga Judge erősen kritikus a korai epizódok animációjával és minőségével.
1995-ben összefogott A Simpson család korábbi írójával, Greg Danielsszel, hogy elkészítsék a Texas királyai című sorozatot, amely 1997-ben debütált a Foxon. A műsor 2010-ben fejeződött be.
Több filmben is feltűnt kisebb szerepekben, például a South Park – Nagyobb, hosszabb és vágatlanban, ahol a kapucni nélküli Kenny McCormickot szólaltatta meg.
1989-ben vette feleségül Francesca Moroccót. 2009-ben váltak el. Két lányuk és egy fiuk van. A család a texasi Austinban, illetve a kaliforniai Malibuban él.